# Мордкович, Лидия Менделевна
Ли́дия Ме́нделевна Мордко́вич (урождённая Штимерман; англ. Lydia Mordkovitch; 30 апреля 1944, Саратов — 9 декабря 2014, Лондон) — советская и британская скрипачка и музыкальный педагог. Профессор скрипки Королевского Северного колледжа музыки в Манчестере (с 1980) и Королевской академии музыки в Лондоне (с 1985).

## Биография
Родилась 30 апреля 1944 года в Саратове, куда была эвакуирована семья Менделя Эльюкимовича Штимермана (1907—?) и Голды Штимерман.
После возвращения в Кишинёв училась в Специальной музыкальной школе имени Е. Коки, окончила в Одессе музыкальную школу имени Столярского (1962), затем училась в Одесской консерватории и в Московской консерватории в аспирантуре у Давида Ойстраха, в 1968—1970 гг. работала в его классе ассистентом. В 1969 году заняла пятое место на Международном конкурсе имени Лонг и Тибо в Париже.
В 1970—1973 годах жила и работала в Кишинёве, преподавала в Институте искусств имени Г. Музическу. В 1974 году эмигрировала в Израиль. В 1979 году дебютировала в Великобритании с Оркестром Халле под управлением Джона Барбиролли, после чего в 1980 году обосновалась в Лондоне. Защитила диссертацию (PhD). В 1982 году успешно провела первые гастроли в США с Чикагским симфоническим оркестром под управлением Георга Шолти. С 1995 года — профессор Королевской академии музыки.
В репертуаре Мордкович видное место занимала русская музыка XX века. Среди её заметных записей — концерты Дмитрия Шостаковича, Сергея Прокофьева, Дмитрия Кабалевского, Арама Хачатуряна, сонаты Николая Метнера. Другие важные записи Мордкович — произведения для скрипки с оркестром Отторино Респиги и Артура Блисса, Шесть сонат для скрипки соло Эжена Изаи, сонаты Сезара Франка, Эдварда Грига, Карла Нильсена, Кароля Шимановского, Джордже Энеско. Исполнила партию скрипки в картине «Мосты» (1973).
Первый муж — музыкальный педагог, профессор Одесской консерватории Леонид Бениаминович Мордкович (сын профессора той же консерватории Бениамина Мордковича).
Лидия Мордкович умерла в Лондоне от рака 9 декабря 2014 года.